# Yvon Neptune
Pour les articles homonymes, voir Neptune.
Yvon Neptune, né le 8 novembre 1946 à Cavaillon, est un homme d'État haïtien, Premier ministre de 2002 à 2004. Il est aussi le premier Haïtien à être entendu par la Cour interaméricaine des droits de l'homme.

## Vie privée
Né à Cavaillon dans le département du Sud, le 8 novembre 1946, Yvon Neptune fait ses études secondaires d'abord chez les Frères de l'Instruction Chrétienne (FIC), puis au lycée Philippe-Guerrier des Cayes et au lycée Alexandre-Pétion de Port-au-Prince. Il étudie également à la faculté des sciences de l'Université d'État d'Haïti et à l'Institut de technologie de New York.
Résidant pendant près de vingt ans aux États-Unis, l'ancien Premier ministre est employé, en tant qu'architecte, par la firme américaine Emery Roth and Sons, firme responsable de l'architecture de la plupart des fameux édifices et gratte-ciels de la ville de New York, dont les fameuses « Tours jumelles » (World Trade Center), détruites le 11 septembre 2001 à la suite d'une attaque terroriste. Il se marie et devient le père de deux enfants.

## Ascension politique
Toujours impliqué au sein des communautés où il vit, Neptune fait partie de ceux qui, à travers ses programmes de radio, ont dénoncé le coup d'État du 30 septembre 1991, soutenu et invité les Haïtiens de la diaspora à soutenir le gouvernent en exil. Sa rencontre avec Jean-Bertrand Aristide date de cette période, et il en a été l'un des nombreux conseillers. Lors du retour de ce dernier le 15 octobre 1994, il fait partie de sa suite.
Dès lors, son ascension au sein du parti Lavalas est sans conteste et fulgurante. Il devient le porte-parole du parti avant d'en devenir le représentant par intérim. Candidat au Sénat aux élections du printemps de l'année 2002, il est élu dès le premier tour, et une fois installé, il en devient le président. Considéré comme un dur à cuire par ses adversaires politiques, il est admiré, du moins en public, par ses pairs au parlement. 

## Fonction de Premier ministre
Il est nommé par le président Jean-Bertrand Aristide, et a pris ses fonctions le 15 mars 2002. Choisi le 4 mars 2002, par le président Jean-Bertrand Aristide, pour remplacer Jean-Marie Chérestal au poste de Premier ministre, sa nomination ratifié par le Parlement le 12 mars, et il présente le programme de son gouvernement le jour suivant. Quoique ses collègues parlementaires soient convaincus que, de tous les « lavalassiens », il était le mieux armé pour faire face à la situation de crise et d'impasse dans lesquelles se trouve Haïti, sa nomination est critiquée par les partis et les groupes de l'opposition. D'autres attribuent même sa désignation à « un manque de compréhension du moment politique et de la gravité de la crise ». Réaliste, il s'engage à gouverner de manière saine et à lutter contre la fraude et la corruption.
Peu de temps après la démission d'Aristide, une milice tente d'arrêter Neptune pour corruption, sans succès. La milice aurait été organisée par Guy Philippe après que Neptune ait donné une interview à Kevin Pina de KPFA chauds, en Californie,  au Black Commentator, et à Andrea Nicastro du quotidien italien Corriere della Sera. Dans l'interview  Neptune affirme qu'il n'était même pas présent lorsque le président par intérim Boniface Alexandre a pris ses fonctions. Il se présente également comme un prisonnier dans son propre bureau et soutient les déclarations d’Aristide selon lesquelles il a été forcé de démissionner sous pression.  Les Marines ont tué deux hommes armés devant sa résidence à cette même période. Neptune conserva son poste de Premier ministre jusqu'à la nomination, le 9 mars 2004, de l'ancien ministre des Affaires étrangères du gouvernement de Leslie François Manigat, à la tête d'un gouvernement provisoire non élu, dirigé par Gérard Latortue qui résidait alors en Floride.

## Emprisonnement
Le 27 mars 2004, le gouvernement provisoire interdit à Neptune de quitter le pays, ainsi que 36 autres hauts responsables de l'administration Aristide, afin de mieux enquêter sur les allégations de corruption. Le 27 juin 2004, après avoir entendu parler d'un mandat pour son arrestation à la radio, Neptune se rend à la police haïtienne et est mis en détention sans inculpation. Selon la Constitution haïtienne, une audience devant un juge est requise dans les 48 heures pour toute personne arrêtée, mais aucune telle audience n’a été accordée à Neptune. Le 4 mai 2005, Thierry Fagart, chef de la division des droits de l'homme à la mission des Nations unies en Haïti, qualifie la détention de Neptune de détention illégale. 
Le 19 février 2005, Neptune est mis en détention préventive par la  mission de maintien de la paix des Nations Unies en Haïti et se remet spontanément aux autorités haïtiennes, après une évasion du  pénitencier de Port-au-Prince. 
Le 18 avril 2005, l'ancien Premier ministre Neptune commence une grève de la faim, refusant une offre d'hospitalisation et des soins médicaux à l'étranger. Le 5 mai, on signale qu’il est "proche de la mort". 
Le 23 juin 2005, l'envoyé spécial de l'ONU en Haïti, Juan Gabriel Valdés a critiqué le gouvernement haïtien de la gestion d'Yvon Neptune et a appelé à sa libération. 
Le 14 septembre 2005, 14 mois après que Neptune ait été emprisonné, le gouvernement émet une déclaration officielle des charges contre lui. Il est accusé de participer au « Massacre de la Scierie », une attaque par le Lavalas dans le quartier de la Scierie de Saint-Marc. Des enquêtes ultérieures, y compris celle par l'Organisation des Nations unies, ont révélé que le massacre était en fait une lutte entre deux groupes armés, avec des pertes des deux côtés. Le procureur de la Cour d'appel d'Haïti a estimé qu'il n'y avait aucune preuve crédible de l'implication d'Yvon Neptune. En appel, les avocats de la Commission interaméricaine des droits de l'homme ont déclaré que la déclaration de charges « ne conten[ait] pas d'indication que M. Neptune avait perpétué directement les crimes allégués contre lui qu'il n'y [avait] pas de lien clairement défini entre M. Neptune et ceux qui sont présumés d’avoir perpétré les crimes... Les éléments mental et factuel nécessaires pour établir la responsabilité de M. Neptune... restent totalement obscurs. » 
En mai 2006, le procureur haïtien suggère d'abandonner les charges retenues contre Neptune voyant qu’il n'y a aucune preuve crédible pour les soutenir. 

## Procès contre Haïti à la Cour interaméricaine des droits de l'homme
Après avoir passé deux ans en prison et sans jamais avoir été jugé, il est libéré le 28 juillet 2006,. Les charges retenues contre lui n'ont pas été abandonnées, il a été libéré pour des raisons de santé et des motifs humanitaires. Des centaines d'autres membres de l'administration déchue d’Aristide restent encore en détention sans procès. 
En juillet 2006, la Commission interaméricaine des droits de l'homme à Washington a jugé que le traitement Yvon Neptune par le gouvernement d'Haïti a violé ses droits de l'homme. La Commission a renvoyé l'affaire devant la Cour interaméricaine des droits de l'Homme (CIDH), une institution judiciaire autonome de l'Organisation des États américains basée à San José (Costa Rica) pour poursuivre la procédure. 
Le 13 avril 2007, la Cour d'appel des Gonaïves a statué que les tribunaux n'ont jamais eu la compétence suffisante pour juger Yvon Neptune. En vertu de la Constitution d'Haïti, les tribunaux ordinaires en Haïti ne peuvent pas juger les hauts fonctionnaires, sauf s'ils ont déjà été condamnés par la Haute Cour de Justice, un tribunal spécial créé par le législateur, semblable à l'« impeachment » aux États-Unis. Le 3 juillet 2008, le gouvernement haïtien refuse encore de servir cette décision d'Yvon Neptune, elle est encore officieuse. 
Le 6 mai 2008, la CIDH a statué que l'État d'Haïti a violé 11 différentes dispositions de la Convention américaine relative aux droits de l'homme en emprisonnant illégalement l'ancien Premier ministre Yvon Neptune pour deux ans et en permettant de faire traîner l'affaire devant les tribunaux pendant près de deux ans de plus. La CIDH a ordonné Haïti à mettre fin à ce qu'elle a appelé "l'insécurité judiciaire" de Neptune et à lui verser 95 000 $ en dommages et intérêts et frais. La Cour a également ordonné à Haïti à rendre prisons conformes aux normes internationales minimales dans un délai de deux ans. 
La CIDH a déclaré dans un jugement de 60 pages rendu public le 6 juin 2006: « dès le début, l'État a manqué à son obligation de protéger M. Neptune, à son droit d'être entendu par un tribunal compétent pour entendre les accusations portées contre lui ... ainsi que son droit à un recours effectif. ». La Cour a dénoncé l'échec de l'État à conduire M. Neptune devant un juge, le laissant ainsi dans une situation de « incertitude juridique absolue ».
La CIDH a critiqué presque tous les aspects des actes d’Haïti, de la poursuite d'Yvon Neptune, qui a commencé en juin 2004 et qui se poursuit aujourd'hui. Elle a estimé illégale la détention de 25 mois, et a considéré les conditions de détention dont il avait été victime être inhumaines et dégradantes. Bien que Neptune soit sorti de prison depuis juillet 2006, la CIDH a constaté que les violations de ses droits existent encre, car l'affaire n'a pas été rejeté, et il pourrait être remis en prison à tout moment. La Cour a également condamné l'État au pouvoir pour son échec de fournir à Neptune une audience équitable. Les violations en cours constituent un «retard injustifié dans l'accès à la justice», selon la Cour. 
La CIDH a découvert de nombreuses autres violations des droits de Neptune. Compte tenu du manque de juridiction des cours nationales,  ses droits contre un emprisonnement illégal et contre une détention arbitraire ont été violés. Parce qu'Yvon Neptune a été emprisonné pendant 14 mois avant de recevoir une déclaration de l'accusation portée contre lui, l'État a violé son droit d'être informé dans un délai raisonnable des charges retenues contre lui. Et parce que l'affaire contre lui n'a toujours pas été résolu, plus de quatre ans après que M. Neptune ait été emprisonné, l'État est en violation de son droit d'être jugé dans un délai raisonnable. 
Haïti a également violé les droits de M. Neptune en le soumettant à des conditions carcérales inhumaines, selon la CIDH. La Cour a souligné la surpopulation, la misère et le manque de sécurité générale au Pénitencier national, ainsi que de multiples menaces à la vie de M. Neptune au cours de son incarcération. 
Au total, l'État a violé 11 différentes dispositions de la Convention américaine relative aux droits de l'homme, la Cour a constaté. Il s’agit de: 
- l'article 1.1, l'État a le devoir de respecter et de garantir les droits de l'homme,
- les articles 5.1, 5.2 et 5.4, concernant le droit à un traitement humain,
- les articles 7.1, 7.2, 7.3, 7.4 et 7.5, concernant le droit à la liberté de la personne et
- l'article 8.1, en liaison avec l'art. 25, sur le droit à un procès équitable et le droit à la protection judiciaire[9].